# Neomaskellia
Neomaskellia is een geslacht van halfvleugeligen (Hemiptera) uit de familie witte vliegen (Aleyrodidae), onderfamilie Aleyrodinae.
De wetenschappelijke naam van dit geslacht is voor het eerst geldig gepubliceerd door Quaintance & Baker in 1913. De typesoort is Aleurodes comata.

## Soorten
Neomaskellia omvat de volgende soorten:
- Neomaskellia andropogonis Corbett, 1926
- Neomaskellia bergii (Signoret, 1868)